# 후딩에시

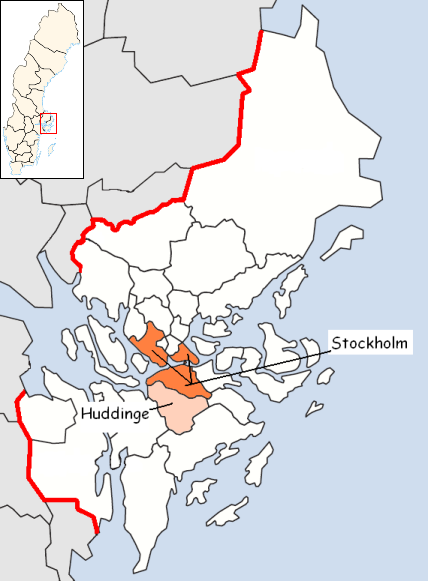
후딩에 시의 위치

후딩에시(스웨덴어: Huddinge kommun)는 스웨덴 스톡홀름주에 위치한 지방 자치체로 면적은 140.63km2, 인구는 107,538명(2016년 12월 31일 기준), 인구 밀도는 760명/km2이다.

시 문장